# Плюскалівці
Плюскалівці (біл. Плюскалаўцы) — село в складі Берестовицького району Гродненської області, Білорусь. Село підпорядковане Берестовицькій сільській раді, розташоване у західній частині області.